# كريم حسني (سياسي)
كريم حسني سياسي جزائري عين عضوا في حكومة بن عبد الرحمان بمنصب وزير الموارد المائية و الأمن المائي بتاريخ 7 جويلية 2021.

## المناصب التي تقلدها
المناصب التي تقلدها:
- مدير عام للديوان الوطني للتطهير.
- رئيسا لمجلس إدارة سيال 2010~2015.
- مدير عام للوكالة الوطنية للموارد المائية ANRH.
- مستشار بوزارة بالموارد المائية.